# Perizoma tahoensis
Perizoma tahoensis là một loài bướm đêm trong họ Geometridae.